# Iodo
O iodo (do grego iodés, cor violeta) é um elemento químico de símbolo I, de número atómico 53 (53 prótons e 53 elétrons) e de massa atómica 126,9 u. À temperatura ambiente, o iodo encontra-se no estado sólido. É um não metal, do grupo dos halogênios (17 ou VIIA) da classificação periódica dos elementos. É o segundo menos reativo e o menos eletronegativo de todos os elementos de seu grupo, atrás somente do Astato. É um oligoelemento, empregado principalmente na medicina, fotografia e como corante.

## História
O iodo foi descoberto pelo químico francês Bernard Courtois em 1811 a partir de algas marinhas, não continuando com suas investigações por falta de dinheiro. Posteriormente, o químico inglês Humphry Davy e o químico francês Gay-Lussac estudaram em separado a substância e terminaram identificando-a definitivamente como um novo elemento. Ambos deram o crédito do descobrimento a Courtois.

## Características principais
O iodo é um sólido negro e lustroso, com leve brilho metálico, que sublima em condições normais formando um gás de coloração violeta e odor irritante. Igual aos demais halogênios forma um grande número de compostos com outros elementos, porém é o menos reativo do grupo, e apresenta certas características metálicas. A falta de iodo causa retardamento nas prolactinas.
É pouco solúvel em água, porém dissolve-se facilmente em substâncias orgânicas, como etanol, clorofórmio, CHCl3, em tetracloreto de carbono, CCl4, ou em dissulfeto de carbono, CS2, produzindo soluções de coloração violeta. Em dissolução, na presença de amido dá uma coloração azul. Sua solubilidade em água aumenta se adicionarmos iodeto devido a formação do triodeto, I3-.
Pode apresentar vários estados de oxidação: -1, +1, +3, +5, +7.

## Aplicações
- O iodeto de potássio, KI, é adicionado ao sal comum, NaCl (mistura denominada de sal iodado), para prevenir o surgimento do Bócio endêmico, doença causada pela deficiência de iodo na dieta alimentar.
- A tintura de iodo é uma solução de iodo e KI em álcool, em água ou numa mistura de ambos (por exemplo, 2 gramas de iodo e 2,4 gramas de KI em 100 mL de etanol), que tem propriedades anti-sépticas. É empregada como desinfetante da pele ou para a limpeza de ferimentos. Também pode ser usada para a desinfectar a água.
- Os compostos de iodo são importantes no campo da química orgânica e são muito úteis na medicina; iodetos, assim como a tiroxina, que contém iodo, são utilizados em medicina interna.
- O iodeto de potássio, KI, é empregado em fotografia.
- Se utiliza iodo em lâmpadas de filamento de tungstênio (wolfrâmio) para aumentar a sua vida útil.
- O tri-iodeto de nitrogênio, NI3, é um explosivo de impacto, demasiadamente instável para a comercialização, porém pode-se facilmente prepará-lo de forma caseira.
- Os isótopos radioativos Iodo-123 e Iodo-131 são utilizados em medicina nuclear, para estudar a Glândula Tiroide. O Iodo-131 é usado também na terapia de alguns tipos de cancro da Tiroide, graças ao seu decaimento com produção de partícula beta.
- O iodeto de prata, AgI, é usado para criação de chuvas artificiais.

## Funções biológicas
O iodo é um elemento químico essencial. Uma das funções conhecidas do iodo é como parte integrante dos hormônios tireoideos. A glândula tireoide fabrica os hormônios tiroxina e tri-iodotironina, que contém iodo. A deficiência de iodo conduz ao Hipotiroidismo de que resultam o bócio e mixedema.
Deficiência de iodo na infância pode originar o cretinismo, ocasionando um retardo mental e físico.
O excesso de produção de hormónios na tireoide conduz ao hipertiroidismo.
O iodo também pode ser conhecido como desinfetante devido à sua fácil reatividade com elementos orgânicos proporcionada por sua alta eletronegatividade.

## Abundância e obtenção
O iodo é o halogênio menos abundante, apresentando-se na crosta terrestre com uma concentração de 0,14 ppm, estando na água do mar numa abundância de 0,052 ppm.
O iodo pode ser obtido a partir dos iodetos, I-, presentes na água do mar e nas algas. Também pode ser obtido a partir dos iodatos, IO3- existente nos nitratos de Chile, separando-os previamente destes.
- No caso de partir-se dos iodatos, uma parte destes se reduzem a iodetos, e os iodetos obtidos se fazem reagir com o restante dos iodatos, produzindo o iodo:

IO3- + 5I- + 6H+ → 3I2 + 3H2O
- Quando se parte dos iodetos, estes se oxidam com cloro, e o iodo obtido é separado mediante filtração. Pode-se purificar o iodo reduzindo-o e reoxidando-o com cloro.

2I- + Cl2 → I2 + 2Cl-
O iodo pode ser preparado na forma ultrapura reagindo o iodeto de potássio, KI, com sulfato de cobre, CuSO4.

## Produção mundial
| 1. | Chile          | 20.200 |
| 2. | Japão          | 9.100  |
| 3. | Turquemenistão | 600    |
| 4. | Azerbaijão     | 190    |
| 5. | Indonésia      | 40     |
| 6. | Rússia         | 2      |

Fonte: USGS.
OBS: Dados dos Estados Unidos não divulgados

## Compostos
- O iodo, I2 numa solução de iodeto, I-, forma poli-iodetos como o triodeto, I3-, ou o pentaiodeto, I5-. Também forma compostos com outros haletos como, por exemplo, o IF8-.
- Em solução aquosa pode apresentar diferentes estados de oxidação. Os mais representativos são o -1, nos iodetos, o +5 nos iodatos, e o +7, nos periodatos (oxidantes fortes).
- O iodeto de hidrogênio, HI, pode ser obtido por síntese direta do iodo com o hidrogênio.
- O iodato, IO3- pode-se obter a partir de iodo com um oxidante forte.
- Alguns iodetos de metais podem ser obtidos por síntese direta. Por exemplo:

Fe + I2 → FeI2
e, a partir deste pode-se obter outros por substituição.

## Isótopos
Existem 30 isótopos de iodo, porém somente o Iodo-127 é estável. O radioisótopo artificial Iodo-131 (através de emissão de partículas beta, mas também emite raios gama) com uma vida média de 8 dias se tem empregado no tratamento de câncer e outras patologias da glândula tireoide.
O iodo-129 (com uma vida média de 16 milhões de anos) pode ser produzido a partir do xenônio - 129 na atmosfera terrestre, ou também através do decaimento do urânio-238. Como o urânio se origina durante certo número de atividades relacionadas com a energia nuclear, sua presença (a relação 129 Iodo/Iodo) pode indicar o tipo de atividade desenvolvida num determinado lugar. Por esta razão, o iodo-129 foi empregado nos estudos da água da chuva após o acidente ocorrido na usina nuclear de Chernobil. Também se tem empregado como traçador em água superficial e como indicador da dispersão de resíduos no meio ambiente.
Em muitos aspectos o iodo-129 é similar ao cloro-36. É um halogênio solúvel, relativamente não reativo, existindo principalmente como ânion não solvatado, sendo produzido por reações termonucleares e cosmogênicas. Em estudos hidrológicos, as concentrações de iodo-129 são dadas, geralmente, através da relação do iodo-129 com o iodo total (praticamente todo o iodo-127). Como no caso da relação 36Cloro/Cloro, as relações 129Iodo/Iodo na natureza são muito pequenas. 10−14 a 10−10 (o pico termonuclear de 129Iodo/Iodo durante as décadas 1960 e 1970 alcançou valores próximos de 10−7). O Iodo-129 se diferencia do cloro-36 em sua vida média que é maior (16 frente a 0,3 milhões de anos), é altamente biofílico e se encontra em múltiplas formas iónicas (geralmente I- e iodatos).
A tabela a seguir mostra alguns Isótopos do iodo, bem como sua massa atômica, meia vida e decaimento
| Simbolo | % Natural | Massa    | Meia Vida | Decaimento              |
| ------- | --------- | -------- | --------- | ----------------------- |
| ¹²ºI    | 0         | 119,9101 | 1,35h     | Ce p/¹²ºTe              |
| ¹²¹I    | 0         | 120,9074 | 2,12h     | Ce p/¹²¹Te              |
| ¹²²I    | 0         | 121,9076 | 3,6m      | Ce p/¹²²Te              |
| ¹²³I    | 0         | 122,9056 | 13,2h     | Ce p/¹²³Te              |
| ¹²⁴I    | 0         | 123,9062 | 4,18d     | Ce p/¹²⁴Te              |
| ¹²⁵I    | 0         | 124,9046 | 59,4d     | Ce p/¹²⁵Te              |
| ¹²⁶I    | 0         | 125,9056 | 13d       | Ce p/¹²⁶Te / β- p/¹²⁶Xe |
| ¹²⁷I    | 100       | 126,9045 | estável   | -                       |
| ¹²⁸I    | 0         | 127,9058 | 25 m      | Ce p/¹²⁸Te / β- p/¹²⁸Xe |
| ¹²⁹I    | 0         | 128,9050 | 1,7 10⁷a  | β- p/¹²⁹Xe              |
| ¹³ºI    | 0         | 129,9067 | 12,36h    | β- p/¹³ºXe              |
| ¹³¹I    | 0         | 130,9061 | 8,04d     | β- p/¹³¹Xe              |
| ¹³²I    | 0         | 131,9080 | 2,28h     | β- p/¹³²Xe              |
| ¹³³I    | 0         | 132,9078 | 20,8h     | β- p/¹³³Xe              |
| ¹³⁴I    | 0         | 133,9099 | 52,6m     | β- p/¹³⁴Xe              |
| ¹³⁵I    | 0         | 134,9101 | 6,57h     | β- p/¹³⁵Xe              |

### Iodo-131
O iodo radioativo 131I é obtido a partir de reações de fissão nuclear que ocorrem do decaimento do elemento Urânio. Pode ser produzidos para fins medicinais, como na produção de medicamentos para tratamento hormonal da tireoide e uso industrial. O iodo-131 pode ser encontrado como subproduto de explosões nucleares e de usinas nucleares, e é um dos principais componentes da radiação liberada nos acidentes nucleares de Chernobyl, em 1986, e de Fukushima, em 2011, sendo que nesse último, as concentrações encontradas de 131I foram aproximadamente 7,5 milhões de vezes acima do permitido, chegando a 300 000 Bq/cm³ na água contaminada (muito acima do permitido). O iodo radioativo, em altas concentrações, pode causar câncer, e mutações genéticas.

## Precauções
É necessário ser cuidadoso quando se maneja o iodo, pois em contato direto com a pele pode causar lesões. O vapor de iodo é muito irritante para os olhos e as mucosas.
No caso do Iodo radioativo, deve-se adotar uma metodologia extremamente rígida, incorporando métodos de descarte e de segurança.